# Seznam dílů seriálu Westworld
Toto je seznam dílů seriálu Westworld. Americký dramatický seriál Westworld byl premiérově vysílán od 2. října 2016 do 14. srpna 2022 na stanici HBO.

## Přehled řad
| Řada | Název         | Díly | Premiéra v USA  | Premiéra v USA   | Premiéra v ČR   | Premiéra v ČR    |
| Řada | Název         | Díly | První díl       | Poslední díl     | První díl       | Poslední díl     |
| ---- | ------------- | ---- | --------------- | ---------------- | --------------- | ---------------- |
| 1    | The Maze      | 10   | 2. října 2016   | 4. prosince 2016 | 3. října 2016   | 5. prosince 2016 |
| 2    | The Door      | 10   | 22. dubna 2018  | 24. června 2018  | 23. dubna 2018  | 25. června 2018  |
| 3    | The New World | 8    | 15. března 2020 | 3. května 2020   | 16. března 2020 | 4. května 2020   |
| 4    | The Choice    | 8    | 26. června 2022 | 14. srpna 2022   | 27. června 2022 | 15. srpna 2022   |

## Seznam dílů

### První řada:The Maze(2016)
| Č. v seriálu | Č. v řadě | Původní název             | Český název              | Režie                | Scénář                                                                               | Premiéra v USA                             | Premiéra v ČR (HBO) |
| ------------ | --------- | ------------------------- | ------------------------ | -------------------- | ------------------------------------------------------------------------------------ | ------------------------------------------ | ------------------- |
| 1            | 1         | The Original              | První výtvor             | Jonathan Nolan       | námět: Jonathan Nolan, Lisa Joy a Michael Crichton scénář: Jonathan Nolan a Lisa Joy | 2. října 2016                              | 3. října 2016       |
| 2            | 2         | Chestnut                  | Pod slupkou              | Richard J. Lewis     | Jonathan Nolan a Lisa Joy                                                            | 7. října 2016 (online) 9. října 2016 (HBO) | 10. října 2016      |
| 3            | 3         | The Stray                 | Zběh                     | Neil Marshall        | Daniel T. Thomsen a Lisa Joy                                                         | 16. října 2016                             | 17. října 2016      |
| 4            | 4         | Dissonance Theory         | Disonanční teorie        | Vincenzo Natali      | Ed Brubaker a Jonathan Nolan                                                         | 23. října 2016                             | 24. října 2016      |
| 5            | 5         | Contrapasso               | Contrapasso              | Jonny Campbell       | námět: Dominic Mitchell a Lisa Joy scénář: Lisa Joy                                  | 30. října 2016                             | 31. října 2016      |
| 6            | 6         | The Adversary             | Sabotér                  | Frederick E. O. Toye | Halley Gross a Jonathan Nolan                                                        | 6. listopadu 2016                          | 7. listopadu 2016   |
| 7            | 7         | Trompe L'Oeil             | Optický klam             | Frederick E. O. Toye | Halley Gross a Jonathan Nolan                                                        | 13. listopadu 2016                         | 14. listopadu 2016  |
| 8            | 8         | Trace Decay               | Zapomenout               | Stephen Williams     | Charles Yu a Lisa Joy                                                                | 20. listopadu 2016                         | 21. listopadu 2016  |
| 9            | 9         | The Well-Tempered Clavier | Dobře temperovaný klavír | Michelle MacLaren    | Dan Dietz a Katherine Lingenfelter                                                   | 27. listopadu 2016                         | 28. listopadu 2016  |
| 10           | 10        | The Bicameral Mind        | Bikamerální mysl         | Jonathan Nolan       | Lisa Joy a Jonathan Nolan                                                            | 4. prosince 2016                           | 5. prosince 2016    |

### Druhá řada:The Door(2018)
| Č. v seriálu | Č. v řadě | Původní název            | Český název     | Režie               | Scénář                           | Premiéra v USA  | Premiéra v ČR (HBO) |
| ------------ | --------- | ------------------------ | --------------- | ------------------- | -------------------------------- | --------------- | ------------------- |
| 11           | 1         | Journey into Night       | Noci vstříc     | Richard J. Lewis    | Lisa Joy a Roberto Patino        | 22. dubna 2018  | 23. dubna 2018      |
| 12           | 2         | Reunion                  | Shledání        | Vincenzo Natali     | Carly Wray a Jonathan Nolan      | 29. dubna 2018  | 30. dubna 2018      |
| 13           | 3         | Virtù e Fortuna          | Virtu e Fortuna | Richard J. Lewis    | Roberto Patino a Ron Fitzgerald  | 6. května 2018  | 7. května 2018      |
| 14           | 4         | The Riddle of the Sphinx | Hádanka sfingy  | Lisa Joy            | Gina Atwater a Jonathan Nolan    | 13. května 2018 | 14. května 2018     |
| 15           | 5         | Akane no Mai             | Akane no Mai    | Craig Zobel         | Dan Dietz                        | 20. května 2018 | 21. května 2018     |
| 16           | 6         | Phase Space              | Fázový prostor  | Tarik Saleh         | Carly Wray                       | 27. května 2018 | 28. května 2018     |
| 17           | 7         | Les Écorchés             | Les Écorchés    | Nicole Kassell      | Jordan Goldberg a Ron Fitzgerald | 3. června 2018  | 4. června 2018      |
| 18           | 8         | Kiksuya                  | Kiksuya         | Uta Briesewitz      | Carly Wray a Dan Dietz           | 10. června 2018 | 11. června 2018     |
| 19           | 9         | Vanishing Point          | Úběžný bod      | Stephen Williams    | Roberto Patino                   | 17. června 2018 | 18. června 2018     |
| 20           | 10        | The Passenger            | Pasažéři        | Frederick E.O. Toye | Jonathan Nolan a Lisa Joy        | 24. června 2018 | 25. června 2018     |

### Třetí řada:The New World(2020)
| Č. v seriálu | Č. v řadě | Původní název        | Český název    | Režie              | Scénář                         | Premiéra v USA  | Premiéra v ČR (HBO) |
| ------------ | --------- | -------------------- | -------------- | ------------------ | ------------------------------ | --------------- | ------------------- |
| 21           | 1         | Parce Domine         | Parce Domine   | Jonathan Nolan     | Lisa Joy a Jonathan Nolan      | 15. března 2020 | 16. března 2020     |
| 22           | 2         | The Winter Line      | Zimní linie    | Richard J. Lewis   | Matthew Pitts a Lisa Joy       | 22. března 2020 | 23. března 2020     |
| 23           | 3         | The Absence of Field | Absence pole   | Amanda Marsalis    | Denise Thé                     | 29. března 2020 | 30. března 2020     |
| 24           | 4         | The Mother of Exiles | Matka vyhnanců | Paul Cameron       | Jordan Goldberg a Lisa Joy     | 5. dubna 2020   | 6. dubna 2020       |
| 25           | 5         | Genre                | Žánrovka       | Anna Foerster      | Karrie Crouse a Jonathan Nolan | 12. dubna 2020  | 13. dubna 2020      |
| 26           | 6         | Decoherence          | Dekoherence    | Jennifer Getzinger | Suzanne Wrubel a Lisa Joy      | 19. dubna 2020  | 20. dubna 2020      |
| 27           | 7         | Passed Pawn          | Volný pěšec    | Helen Shaver       | Gina Atwater                   | 26. dubna 2020  | 27. dubna 2020      |
| 28           | 8         | Crisis Theory        | Teorie krize   | Jennifer Getzinger | Denise Thé a Jonathan Nolan    | 3. května 2020  | 4. května 2020      |

### Čtvrtá řada:The Choice(2022)
| Č. v seriálu | Č. v řadě | Původní název     | Český název | Režie                  | Scénář                           | Premiéra v USA    | Premiéra v ČR (HBO) |
| ------------ | --------- | ----------------- | ----------- | ---------------------- | -------------------------------- | ----------------- | ------------------- |
| 29           | 1         | The Auguries      |             | Richard J. Lewis       | Lisa Joy a Will Soodik           | 26. června 2022   | 27. června 2022     |
| 30           | 2         | Well Enough Alone |             | Craig William Macneill | Matthew Pitts a Christina Ham    | 3. července 2022  | 4. července 2022    |
| 31           | 3         | Années Folles     |             | Hanelle M. Culpepper   | Kevin Lau a Suzanne Wrubel       | 10. července 2022 | 11. července 2022   |
| 32           | 4         | Generation Loss   |             | Paul Cameron           | Kevin Lau a Suzanne Wrubel       | 17. července 2022 | 18. července 2022   |
| 33           | 5         | Zhuangzi          |             | William Macneill       | Wes Humphrey & Lisa Joy          | 24. července 2022 | 25. července 2022   |
| 34           | 6         | Fidelity          |             | Andrew Seklir          | Jordan Goldberg a Alli Rock      | 31. července 2022 | 1. srpna 2022       |
| 35           | 7         | Metanoia          |             | Meera Menon            | Desa Larkin-Boutte a Denise Thé  | 7. srpna 2022     | 8. srpna 2022       |
| 36           | 8         | Que Será, Será    |             | Richard J. Lewis       | Alison Schapker a Jonathan Nolan | 14. srpna 2022    | 15. srpna 2022      |